# Pulau Airboroi
Pulau Airboroi är en ö i Indonesien.   Den ligger i provinsen Papua Barat, i den östra delen av landet, 2 700 km öster om huvudstaden Jakarta. Arean är 0,14 kvadratkilometer.
Terrängen på Pulau Airboroi är mycket platt. Öns högsta punkt är 11 meter över havet. 